# Lindschied
Lindschied is een plaats in de Duitse gemeente Bad Schwalbach, deelstaat Hessen, en telt 590 inwoners (2007).